# アンドレアス・フレアー

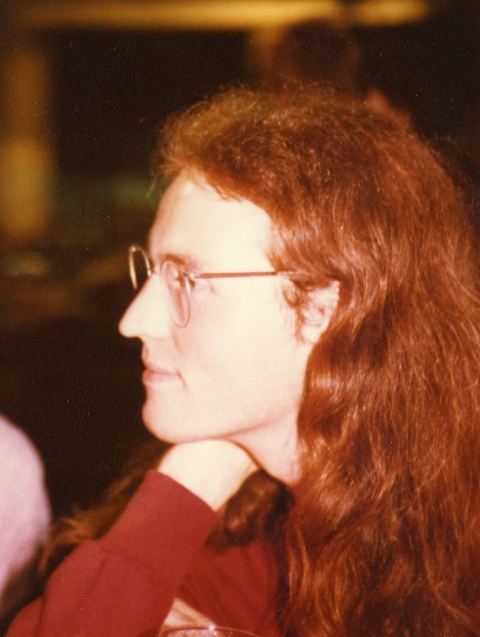
アンドレアス・フレア 1983

アンドレアス・フレアー（Andreas Floer, 1956年8月23日 - 1991年5月15日）は、ドイツ人数学者。
ルール大学ボーフムで数学を学び、初期は代数トポロジーを学んでいたが、カリフォルニア大学バークレー校ではゲージ理論、シンプレクティック幾何学を学ぶ。特にフレアーホモロジー理論が著名で幾何学、トポロジーの分野では欠かせない存在となっている。
フレアーは、1988年からカリフォルニア大学バークレー校で教鞭を執り、1990年ドイツに戻りルール大学ボーフム教授となったが、1991年に自殺を遂げた。

## 業績
- 3次元多様体上のモノポール理論
- フレアーホモロジーの創始とアーノルド予想の解決
- 最大最小問題のために数え上げの導入
- コンパクト自己双対多様体と複素多様体としてのツイスター空間が豊富に存在することを示した
- 無限次元多様体のモース理論
- シンプレクティック多様体上のループ空間において多様体への接続空間上のチャーン・サイモンズ函数によって3次元多様体からゲージ理論への応用を示した。